# Georges Ledormeur
Georges Ledormeur (1867-1952) est un pyrénéiste français, auteur du Guide Ledormeur - Les Pyrénées centrales du val d'Aran à la vallée d'Aspe, ouvrage devenu une référence. Fondateur de la Société des excursionnistes tarbais et de la section tarbaise du Club alpin français, il réalise au cours de sa vie plus de 1 500 ascensions et se voit surnommé « Marchoucrève ».

## Biographie
Georges Ledormeur naît le 12 septembre 1867 à Rouen en Normandie. Il découvre les Pyrénées le 24 février 1894 à Tarbes. En 1901, il fonde la Société des excursionnistes tarbais et, en 1904, il crée avec onze membres la section tarbaise du Club alpin français. Il est le plus actif et le plus fervent des fondateurs de ces deux jeunes sociétés. Dans sa carrière de pyrénéiste, il réalise l'ascension de plus de 1 500 sommets, dont 120 au-dessus de 3 000 m. Il enchaine  les ascensions à un tel rythme qu'il se voit surnommé « Marchoucrève ».
Attiré par le ski, un bon moyen de parcourir la montagne en toute saison, il réussit, le 10 mars 1907, la première traversée à ski du col du Tourmalet.
C'est avec un Kodak 9 × 9 qu'il réalisera près de 7 000 clichés en noir et blanc, pour garder souvenir de ses excursions en montagne.
En 1926, la section du Club alpin français de Tarbes, par les efforts soutenus de son concepteur, Georges Ledormeur, fit construire, dans la zone de Labassa, sur la piste du Balaïtous, le refuge qui porte son nom. Un édifice de type ogival sur les modèles de Tuquerouye et de Baysselance.
À partir de 1928, Georges Ledormeur met à profit son excellente connaissance des sommets et massifs pour publier un des tout premier guide des Pyrénées centrales : Les Pyrénées centrales du val d'Aran à la vallée d'Aspe. De plus, il investit ses talents de dessinateur dans la carte des Pyrénées centrales au 1/80 000e. En 1947, la 5e édition du guide de son vivant, abondamment enrichie, compte 580 ascensions, 60 cartes-itinéraires, 90 excursions.
À Tarbes, il dessine sur le parapet du Pont de l'Adour une table d'orientation avec la direction de quatorze pics de la chaîne des Pyrénées. Aujourd'hui, on peut encore suivre les tracés indiquant ces différents sommets.
Durant sa vie, il écrit de nombreux articles et chroniques sur les Pyrénées dans le Bulletin pyrénéen, puis Pyrénées, La Dépêche du Midi, la revue du CAF La Montagne devenue désormais La Montagne et Alpinisme, ainsi que le quotidien La Nouvelle République des Pyrénées.
Il meurt le 22 mai 1952, et repose au petit cimetière de Gavarnie, dans le carré des pyrénéistes célèbres, près de l'Abbé Gaurier, Célestin Passet, François Bernat-Salles et Jean Arlaud.

## Hommages
Pour que perdure sa mémoire, des rues d'Aureilhan, Lourdes, Pierrefitte-Nestalas, Séméac, Tarbes, et Toulouse portent son nom.
Un sommet, la pointe Ledormeur (3 120 m) dans le massif de Batchimale, porte son nom.

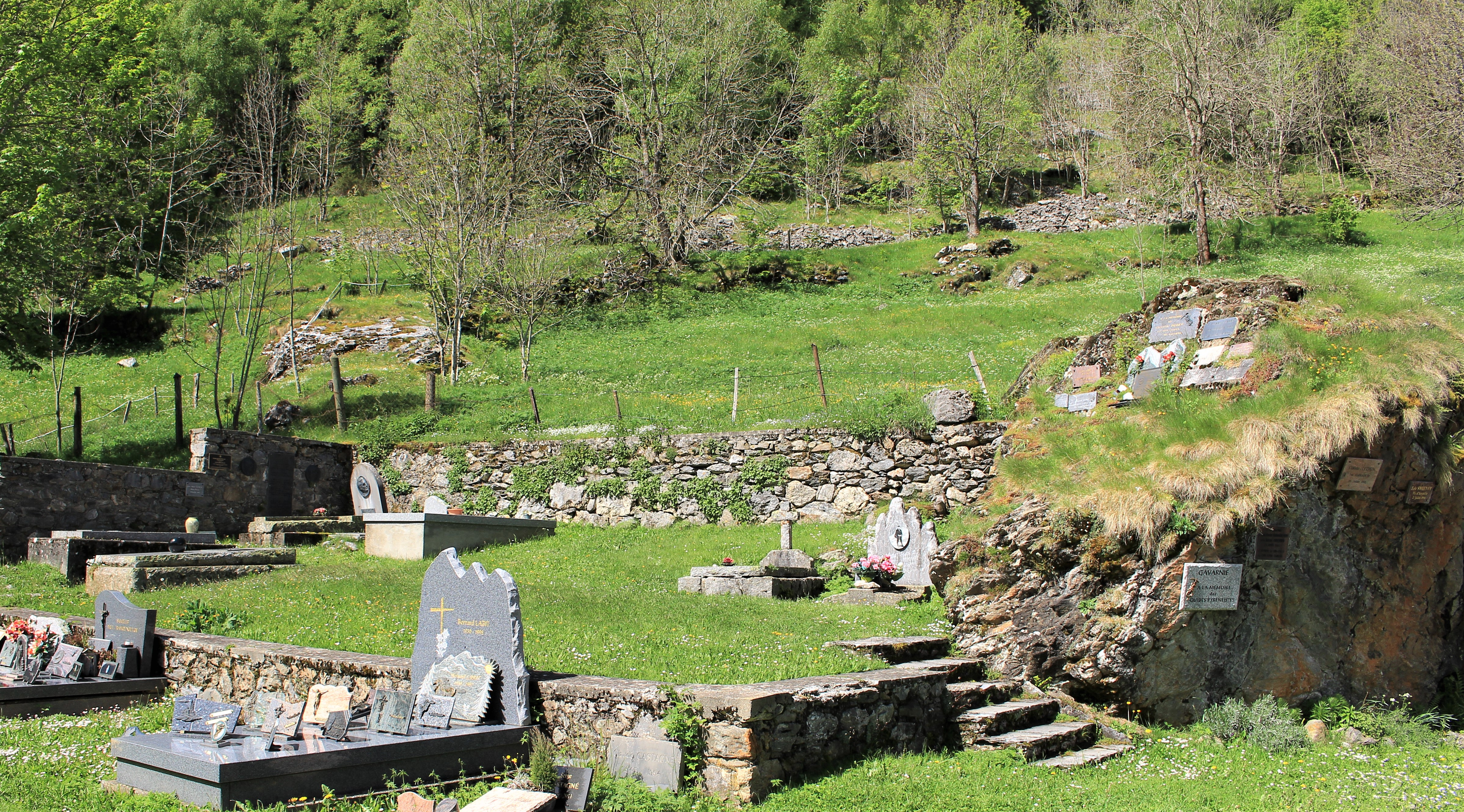
Le carré des pyrénéistes du cimetière de Gavarnie.
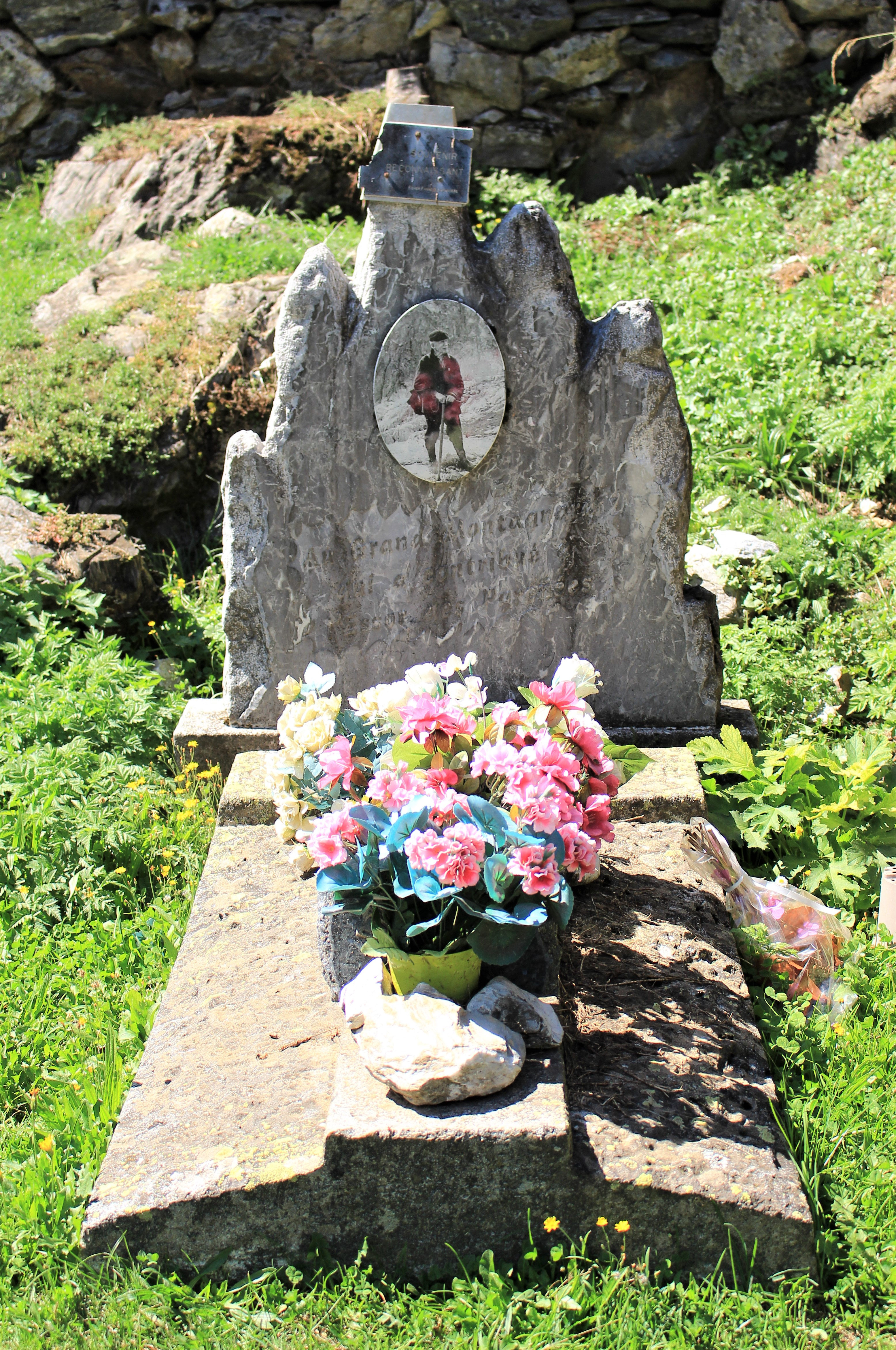
Tombe de Georges Ledormeur.

### Bibliographie

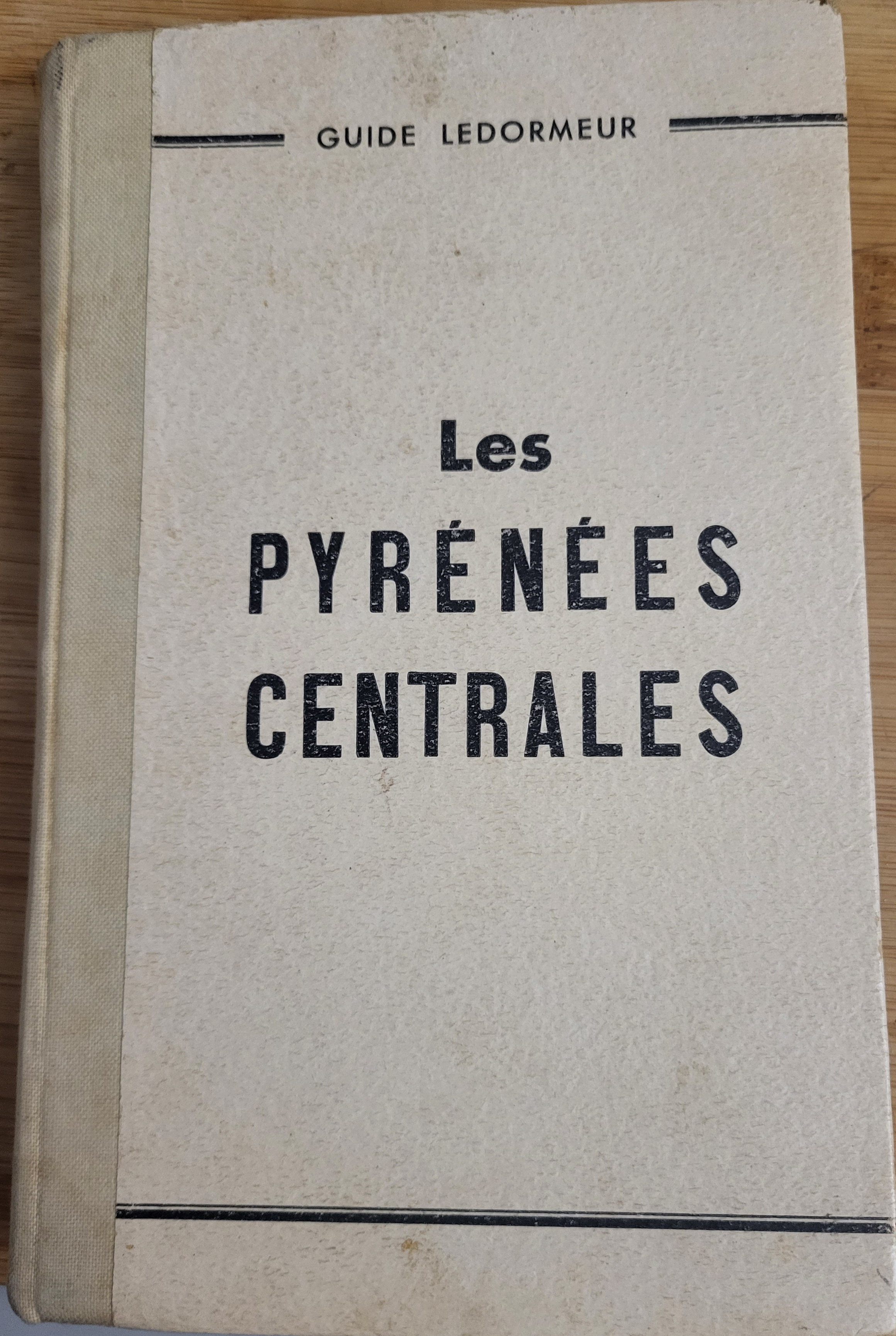
Guide Ledormeur.